# Aleksandër Trumçi
Aleksandër Trumçi (Shkodër, 31 dicembre 2000) è un calciatore albanese, difensore dello Škendija.

## Carriera

### Club
Il 1° luglio 2024 viene acquistato a titolo definitivo per 50.000 euro dalla squadra macedone dello Škendija.

## Statistiche

### Presenze e reti nei club
Statistiche aggiornate al 12 agosto 2025.
| Stagione            | Squadra             | Campionato          | Campionato | Campionato | Coppe nazionali | Coppe nazionali | Coppe nazionali | Coppe continentali | Coppe continentali | Coppe continentali | Altre coppe | Altre coppe | Altre coppe | Totale | Totale |
| Stagione            | Squadra             | Comp                | Pres       | Reti       | Comp            | Pres            | Reti            | Comp               | Pres               | Reti               | Comp        | Pres        | Reti        | Pres   | Reti   |
| ------------------- | ------------------- | ------------------- | ---------- | ---------- | --------------- | --------------- | --------------- | ------------------ | ------------------ | ------------------ | ----------- | ----------- | ----------- | ------ | ------ |
| 2020-2021           | Bylis Ballsh        | KS                  | 9          | 0          | CA              | 2               | 1               | -                  | -                  | -                  | -           | -           | -           | 11     | 1      |
| 2021-2022           | Bylis Ballsh        | KP                  | 28         | 0          | CA              | 4               | 0               | -                  | -                  | -                  | -           | -           | -           | 32     | 0      |
| 2022-2023           | Bylis Ballsh        | KS                  | 34         | 2          | CA              | 2               | 0               | -                  | -                  | -                  | -           | -           | -           | 36     | 2      |
| 2023-2024           | Bylis Ballsh        | KP                  | 29         | 2          | CA              | 2               | 0               | -                  | -                  | -                  | -           | -           | -           | 31     | 2      |
| Totale Bylis Ballsh | Totale Bylis Ballsh | Totale Bylis Ballsh | 100        | 4          |                 | 10              | 1               |                    | -                  | -                  |             | -           | -           | 110    | 5      |
| 2024-2025           | Škendija            | PL                  | 30         | 1          | CM              | 2               | 0               | UECL               | 2                  | 0                  | -           | -           | -           | 34     | 1      |
| 2025-2026           | Škendija            | PL                  | 0          | 0          | CM              | 0               | 0               | UCL+UECL           | 6+0                | 0                  | -           | -           | -           | 6      | 0      |
| Totale Škendija     | Totale Škendija     | Totale Škendija     | 30         | 1          |                 | 2               | 0               |                    | 8                  | 0                  |             | -           | -           | 40     | 1      |
| Totale carriera     | Totale carriera     | Totale carriera     | 130        | 5          |                 | 12              | 1               |                    | 8                  | 0                  |             | -           | -           | 150    | 6      |